# Partitas pour clavier
Les Partitas pour clavier sont un des trois groupes de six suites pour le clavecin composées par Johann Sebastian Bach (à côté des Suites anglaises et des Suites françaises).
On les nomme aussi Suites allemandes, car elles adoptent la forme traditionnelle de la suite, avec une importance accrue apportée au contrepoint, trait « germanique » pour les compositions de cette époque : les « danses » sont en même temps des pièces à la construction très achevée et au contrepoint souvent élaboré. Ces partitas sont d'une importance fondamentale, point d'achèvement insurpassé du genre « suite » très prisé alors : ce sont les premières et les seules qui aient été éditées par le compositeur et portent le numéro d'Opus I.
Leur composition et leur publication s'échelonnent de 1726 à 1731. Bach est alors à Leipzig et au sommet de son art (Passion selon Saint-Matthieu : 1729). Dans l'intention du compositeur, ces suites constituent la première partie de la Clavierübung qui en comportera quatre. Ce titre (Clavierübung) est emprunté à son prédécesseur à Leipzig, Johann Kuhnau, lequel, en 1689-1692, avait publié sous ce nom des pièces pour le clavier à caractère — entre autres — didactique.

## Histoire
Le 1er novembre 1726 paraît, dans les Leipziger Zeitungen (Nouvelles de Leipzig) l'annonce suivante :

« Monsieur Jean-Sébastien Bach, Maître de Chapelle de la cour princière d'Anhalt-Cöthen et Director Chori Musici Lipsiensis a l'intention d'éditer une suite d'œuvres pour le clavier ; il en a déjà écrit le début avec la première Partita et il a l'intention de continuer peu à peu jusqu'à ce que l'ouvrage soit terminé ; c'est ce qu'il faut faire savoir aux amateurs du clavier. Il faut ajouter cette nouvelle utile que l'auteur de cette œuvre en est lui-même l'éditeur. »
Le cycle est achevé en 1731, année où paraît l'édition gravée de la première partie de la Clavir Übung (sic) comprenant les 6 partitas et numérotée comme « Opus I ».
En 1732, Johann Gottfried Walther, cousin de Bach fait paraître son Musicalisches Lexicon, comportant une très succincte biographie du compositeur qui ne cite, parmi ses compositions, que le recueil des partitas pour clavier.
D'après Forkel, premier biographe de Bach, celui-ci « fit en son temps beaucoup de bruit dans le monde musical : on n'avait encore jamais vu ni entendu d'aussi excellentes compositions pour clavier ».

## Analyse de l'œuvre
Les partitas comprennent les quatre danses traditionnelles de la suite — allemande, courante, sarabande et gigue (remplacée dans la 2e partita par un « caprice ») — plus un certain nombre de pièces supplémentaires. Elles commencent toutes par une pièce imposante, dont le nom diffère d'une partita à l'autre : Praeludium, Sinfonia, Fantasia, Ouverture, Praeambulum, Toccata.
Les tonalités sont choisies dans un souci de succession logique qui est comme un trait de caractère chez Bach : même nombre de suites en majeur qu'en mineur ; partant de si bémol, on monte d'une seconde (do), on redescend d'une tierce (la), on remonte d'une quarte (ré), etc. Ce qui suivrait le mi de la 6e partita serait le fa qui est précisément la tonalité du Concerto italien ouvrant la deuxième partie de la Clavierübung (dont le second volet, l'Ouverture française est la dernière note non utilisée de la série des notes allemandes (NB : B=sib, H=si naturel), l'ensemble des Clavierübung 1 & 2 couvrant ainsi la totalité des notes.

### Partita n° 1 en si bémol majeur, BWV 825

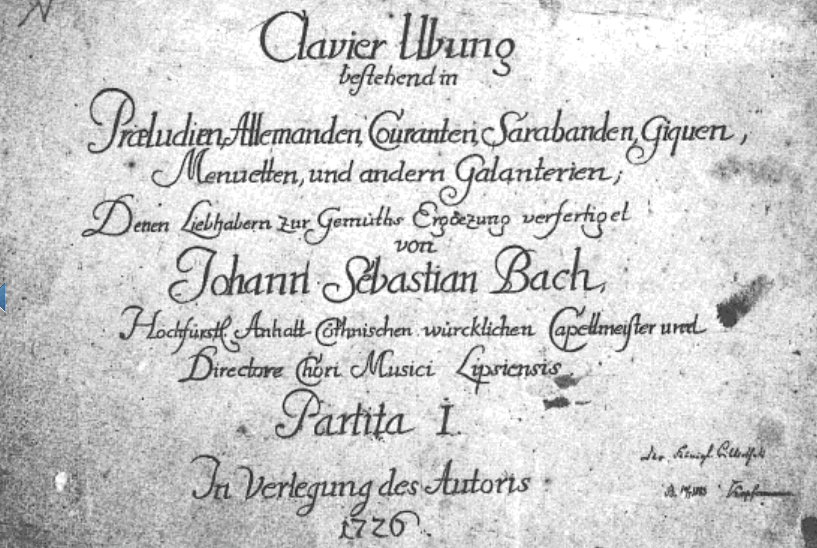
Page de titre de la première partita, imprimée en 1726 par Balthasar Schmid t à Nuremberg

Praeludium, Allemande, Corrente, Sarabande, Menuet I, Menuet II, Gigue
Cette première partita, parue en 1726, porte en titre le texte suivant, un salmigondis d'allemand et d'italien/latin :
Clavier Ubung bestehend in Prœludien, Allemanden, Couranten, Sarabanden, Giquen, Menuetten, und andern Galanterien, Denen Liebhabern zur Gemüths Ergoetzung verfertiget von Johann Sebastian Bach, Hochfürstlich Anhalt-Cöthnischen würklichen Capellmeister und Directore Chori Musici Lipsiensis, Partita I In Verlegung des Autoris - 1726.
::soit :

Exercice pour le clavier consistant en préludes, allemandes, courantes, sarabandes, gigues, menuets, et autres galanteries, composé pour la récréation de l'esprit des amateurs par Johann Sebastian Bach, maître de chapelle en titre du prince d'Anhalt-Coethen et Directeur du chœur musical de Leipzig, Partita I en édition par l'auteur - 1726.

### Partita n° 2 en ut mineur, BWV 826
Sinfonia, Allemande, Courante, Sarabande, Rondeau, Capriccio
Cette partita paraît en 1727. La sinfonia, combinant des caractères italiens et français est en trois sections : un grave adagio à la française enchaînant les accords, un andante italien évoquant le style violonistique enfin une fugue à deux voix, très enlevée.
Le rondeau (pièce à la française) présente sept sections : refrain repris quatre fois intercalées de trois variations, sur un rythme de gigue. Le capriccio (pièce à l'italienne) est construit sur un contrepoint serré bien éloigné de l'esprit de la danse.

### Partita n° 3 en la mineur, BWV 827
Fantasia, Allemande, Corrente, Sarabande, Burlesca, Scherzo, Gigue
Cette partita paraît en 1727.

### Partita n° 4 en ré majeur, BWV 828
Ouverture, Allemande, Courante, Aria, Sarabande, Menuet, Gigue

### Partita n° 5 en sol majeur, BWV 829
Preambulum, Allemande, Corrente, Sarabande, Tempo di minuetto, Passepied, Gigue

### Partita n° 6 en mi mineur, BWV 830
Toccata, Allemande, Courante, Air, Sarabande, Tempo di Gavotta, Gigue

## Discographie sélective

### Clavecin
- Wanda Landowska, (?, 1935 ou 1936)
- Karl Richter (?, Juin 1960)
- Blandine Verlet, (Philips, 1978)
- Kenneth Gilbert, (Harmonia Mundi, 1985)
- Trevor Pinnock, (Archiv, 1985 et Hännsler Classic, 1998-1999)
- Huguette Dreyfus, (Denon, 1986)
- Gustav Leonhardt, (DHM, 1977 et EMI Classics « Reflexe » / Virgin, 1985)
- Scott Ross, (Erato, 1988)
- Christophe Rousset, (L'Oiseau-Lyre, 1992)
- Andreas Staier, (Deutsche Harmonia Mundi, 1993)
- Pieter-Jan Belder, (Brilliant Classics, 1999)
- Zuzana Růžičková
- Pascal Dubreuil (Ramée, 2008)
- Benjamin Alard (Alpha, 2010)
- Martin Gester (Ligia 2013)

### Piano
- Grigory Sokolov

- Rosalyn Tureck (1949/50)
- Dinu Lipatti (BWV 825), (EMI Classics, 1950)
- Hélène Boschi (Partita n°6, Eterna, 1960)
- Glenn Gould (Sony 1957, 1980)
- Friedrich Gulda (Philips, 1972)
- Martha Argerich (DG, 1979)
- Tatiana Nikolayeva (Melodija 1981)
- Jean Louis Steuerman (Philips, 1984)
- András Schiff (Decca, 1985 and ECM 2009)
- Maria Tipo (EMI, 1991)
- Wolfgang Rübsam (Naxos, 1992)
- Risto Lauriala (en) (Alba, 1992)
- Maria João Pires (DGG 447 894-2, 1995)
- Sergey Schepkin (en) (Ongaku, 1996–97)
- Angela Hewitt (Hyperion, 1997)
- Richard Goode (Nonesuch, 2003)
- Gianluca Luisi (OnClassical, 2005–07)
- Martha Argerich (Verbier Festival, 2008)
- Murray Perahia (Sony, 2008 and 2009)
- Vladimir Ashkenazy (Decca, 2010)
- Andres Carciente (en) (Noromusic, 2012)
- Racha Arodaky (AIR NOTE, 2011)
- David Fray (Erato, 2013)
- Zhu Xiao-Mei (Mirare 2013)
- Igor Levit (Sony, 2014)
- Yuan Sheng (Piano Classics, 2017)
- Francesco Tristano [Schlimé] (naïve, 2024)

### Orgue
- Erik Feller (Arion, 2000)

### Guitare
- Judicaël Perroy : Partita No. 2 (Naxos Records, 2011)
- Thibaut Garcia : Partita No. 6 (Contrastes Music Records, 2014)